# Porphyrio alleni
Il pollo sultano di Allen (Porphyrio alleni), noto in passato come gallinella minore, è un piccolo uccello acquatico della famiglia dei Rallidi.
Questo uccello è chiamato così in onore di un ufficiale navale britannico, il contrammiraglio William Allen (1770-1843).

## Descrizione
Nelle dimensioni è simile al rallo d'acqua, che è solo leggermente più grande. La gallinella di Allen ha un corto becco rosso, il dorso verdastro e le regioni inferiori viola. Ha zampe rosse munite di lunghe dita ed una corta coda bianca che presenta una barra scura sulla parte inferiore. I maschi riproduttivi hanno uno scudo frontale azzurro, che nelle femmine è verde. Le gallinelle di Allen immature sono bruno sabbia con un sottocoda marroncino. I pulcini lanuginosi sono neri, come quelli di tutti i ralli.

## Distribuzione e habitat
Vive nelle paludi e nei laghi dell'Africa sub-sahariana. In queste zone costruisce un nido galleggiante, dove depone 2-5 uova. Questa specie è parzialmente migratrice, dal momento che compie piccoli spostamenti stagionali.
Straordinariamente, questo volatore in apparenza debole non è solamente l'unica specie con un areale prettamente africano sub-sahariano ad aver raggiunto la Gran Bretagna, ma lo ha fatto per ben due volte. È apparsa anche come visitatrice occasionale in alcuni altri Paesi europei.

## Biologia
Questi uccelli immergono il becco nel fango o nell'acqua bassa, raccogliendo inoltre il cibo che individuano con la vista. Si nutrono soprattutto di insetti e di animali acquatici. Quando nuotano tengono la testa bassa.
Durante la stagione degli amori le gallinelle di Allen sono molto riservate, soprattutto quando si trovano nelle fitte paludi da loro preferite, ed è molto più facile udirle che vederle. Sono uccelli piuttosto rumorosi ed emettono un acuto richiamo nasale che risuona come un pruk. È molto più facile vederle quando sono in migrazione o quando svernano.